# 司馬騊
司馬騊（1729年—1799年），字云皋，号溶川，清朝江苏江宁（今南京市）人。
乾隆年间，司马騊入两江总督高晋、萨载幕府，因他通晓治河事宜，以从九品留工效用，授山阳县主簿。多次跟随堵筑河工，熟悉河务。历任江南河库道，山东布政使兼管河务。嘉庆二年，官至河东河道总督，先后督工堵塞曹州、睢州河道决口，上疏请择要增筑豫东河堤。嘉庆四年，去世在任上。